# Gherman (okręg Neamț)
Gherman – wieś w Rumunii, w okręgu Neamț, w gminie Bicaz-Chei. W 2011 roku liczyła 76 mieszkańców.